# Tour de la Vallée de la Trambouze
Le Tour de la Vallée de la Trambouze est une course cycliste française disputée autour de Cours-la-Ville, dans le département du Rhône. Créée en 1986, il s'agit d'une compétition réservée aux cyclistes de catégorie junior (moins de 19 ans). 
Depuis 2006, le Tour se déroule sur deux étapes : un contre-la-montre le matin puis une épreuve en ligne l'après-midi,. 

## Palmarès
| Année | Vainqueur           | Deuxième           | Troisième            |
| ----- | ------------------- | ------------------ | -------------------- |
| 1986  | Gilles Pauchard     | Franck Frigeri     | Marc Hugonnet        |
| 1987  | Hervé Beny          | Stéphane Béal      | David Broch          |
| 1988  | David Broch         | Xavier Polny       | Hervé Fattier        |
| 1989  | Philippe Sanlaville | Sébastien Di Manno | David Plaisant       |
| 1990  | Didier Sanlaville   | Stéphane Barthe    | Samuel Berger        |
| 1991  | David Caudron       | Olivier Ravel      | Yannick Josselin     |
| 1992  | Olivier Ravel       | Jérémie Dérangère  | Cyril Dessel         |
| 1993  | Miguel Martinez     | Stéphane Bénetière | Stéphane Auroux      |
| 1994  | Frédéric Finot      | Alexandre Grux     | Stéphane Bénetière   |
| 1995  | Frédéric Finot      | Grégoire Daulny    | Dominique Charpignac |
| 1996  | Alexis Jovinot      | David Coelho       | Frédéric Arnaud      |
| 1997  | Pas organisé        |                    |                      |
| 1998  | Samuel Dumoulin     | Florent Sion       | Jérémy Bertolo       |
| 1999  | Ludovic Guichard    | Sébastien Da Silva | Damien Marangoni     |
| 2000  | Benoît Geoffroy     | Jérémy Spezza      | Nicolas Dulac        |
| 2001  | Pierre Therville    | Philippe Tesson    | Samy Saadane         |
| 2002  | Julien Loubet       | Nicolas Roche      | Bertrand Virat       |
| 2003  | Bertrand Virat      | Blaise Sonnery     | Thomas Brigaud       |
| 2004  | Aurélien Stehly     | Ervin Korts-Laur   | Mickaël Jeannin      |
| 2005  | Laurent Bourgeois   | Matthieu Converset | Julien Pinot         |
| 2006  | Guillaume Brutus    | Simon Gouédard     | Rémi Laronze         |
| 2007  | Johan Le Bon        | Arnaud Courteille  | Christopher De Souza |
| 2008  | Johan Le Bon        | Romain Bardet      | Romain Guillemois    |
| 2009  | Steven Martin       | Romain Delatot     | Jimmy Turgis         |
| 2010  | Pas organisé        |                    |                      |
| 2011  | Loïc Rolland        | Yvan Callaou       | Adrien Guillonnet    |
| 2012  | Nigel Ellsay        | Romain Faussurier  | Benjamin Jasserand   |
| 2013  | Annulé              |                    |                      |
| 2014  | Rémy Rochas         | Daniel Martínez    | Amaury Lhermitte     |
| 2015  | Louis Louvet        | Sofiane Merignat   | Nicolas Debeaumarché |
| 2016  | Quentin Grolleau    | Clément Didier     | Maxime Jarnet        |
| 2017  | Antoine Raugel      | Jacques Lebreton   | Maxime Éloy          |
| 2018  | Kévin Vauquelin     | Victor Guernalec   | Rémi Cocusse         |
| 2019  | Drew Christensen    | Rémi Cocusse       | Loris Trastour       |
| 2020  | Annulé              |                    |                      |
| 2021  | Darren Rafferty     | Noa Isidore        | Martin Savonet       |
| 2022  | Joshua Golliker     | Bohémond Barrillot | Baptiste Berger      |
| 2023  | Jean-Loup Fayolle   | Tom Lambert Wetzel | Baptiste Grégoire    |
| 2024  | Noah Hollamby       | Aurélien Kayser    | Kevin Estupiñán      |
| 2025  | Johan Blanc         | Louka Didier       | Tom Champenois       |